# Azlania
Azlania is een geslacht van kevers uit de familie bladkevers (Chrysomelidae).
De wetenschappelijke naam van het geslacht werd in 1996 gepubliceerd door Mohamedsaid.

## Soorten
- Azlania apicalis Mohamedsaid, 1996
- Azlania borneensis Mohamedsaid, 1996
- Azlania shehah Mohamedsaid, 1999